# Richard Wollek
Richard Wollek (* 18. Juli 1874 in Innsbruck; † 14. Jänner 1940 in Wien) war ein österreichischer Politiker (CS).

## Leben
Nach dem Besuch von Volksschule und Gymnasium studierte Wollek an der juridischen Fakultät der Universität Innsbruck. Er war Gutsbesitzer und Sekretär der christlichsozialen Bundesparteileitung Österreichs.
Er war Abgeordneter der Christlichsozialen Partei zum Landtag von Niederösterreich (1908–1920), von 1911 bis 1918 Reichsratsabgeordneter sowie von 1920 bis 1934 Abgeordneter zum Nationalrat.
Wollek war wesentlich an der Gründung des Niederösterreichischen Bauernbundes im Mai 1906 beteiligt.
Weiters war er Mitglied der Deutschen Gemeinschaft, einem katholisch und deutschnational ausgerichteten Geheimbund der von 1919 bis 1930 bestand und sich der Bekämpfung von Freimaurern, Sozialisten, Marxisten und Juden widmete.
Zur Zeit des Austrofaschismus gehörte Richard Wollek mit mehreren anderen ÖCVern zu einer „inneren Opposition“ gegen den Ständestaat und verlor infolgedessen seine Positionen.

## Wollek-Band
Richard Wollek wurde als Schüler Urmitglied der KÖStV Teutonia Innsbruck und als Student 1894 der katholischen Studentenverbindung AV Austria Innsbruck. Er wurde 1901 auch Mitglied der KDStV Ferdinandea Prag. Insgesamt war er Mitglied von 31 katholischen Verbindungen in den Verbänden CV, ÖCV, ÖKV und MKV  Wollek ist Begründer der heute „Berufsförderung“ genannten ÖCV-internen Stellenvermittlung, was dazu führte, dass der ÖCV seinen Einfluss insbesondere auf die öffentliche Verwaltung deutlich ausbauen konnte. Deshalb ist Wollek Namensgeber des Bandes 'in vestigiis Wollek', einem Ehrenband, das vom Cartellverband der katholischen österreichischen Studentenverbindungen als höchste Auszeichnung für hervorragende Verdienste an Mitglieder des Verbandes verliehen wird. Das Wollek-Band trägt auf den österreichischen Farben rot-weiß-rot (mit goldenem Vorstoß) in Goldbuchstaben die Worte In vestigiis Wollek und wird über und mit dem Band der Urverbindung und Bandverbindungen gekreuzt getragen.
Träger des Bandes in vestigiis Wollek
- Friedrich Funder (1872–1959), österreichischer Journalist, katholischer Publizist und Herausgeber der christlich-sozialen Wiener Tageszeitung Reichspost
- Robert Krasser (1882–1958), österreichischer Pädagoge und Politiker
- Gottlieb Staudinger
- Emmerich Czermak (1885–1965), christlichsozialer Unterrichtsminister und 1934 als letzter Obmann auf Zuruf von Dollfuß auch Liquidator der Christlichsozialen Partei, war bis 1938 Präsident des niederösterreichischen Landesschulrates
- Eduard Chaloupka (1902–1967), österreichischer Jurist, Sektionschef im Bundeskanzleramt 1947 bis 1967
- Hans Friedrich (1903–1972), Priester
- Rudolf Mayr[11] (1906–1971), Sektionschef des österreichischen Rechnungshofes ab 1965
- Kurt Schuschnigg (1897–1977), Staatsrechtler, Politiker, Bundeskanzler von Österreich
- Hans Egon Gros
- Karl Lager
- Eberhard Kusin, Kapuziner (OFMCap),
- Heinrich Drimmel (1912–1991), Jurist, Politiker, Unterrichtsminister in der Zweiten Republik, Präsident des Österreichischen Olympischen Comités 1956–1969
- Alois Mock  (1934–2017), Vizekanzler und Außenminister der Republik Österreich von 1987 bis 1995
- Helmar Kögl (1944–2010), Stv. Vorsitzender des ÖCV 1991–1994, Vorsitzender des ÖCV von 1998 bis 2006
- Herwig van Staa (* 1942), Bürgermeister von Innsbruck a. D.; Landeshauptmann a. D.  und Landtagspräsident a. D. von Tirol
- Anton Zeilinger (* 1945), Quantenphysiker, Nobelpreisträger